# Interstate Aircraft
Pour les articles homonymes, voir Interstate (homonymie).
Interstate Aircraft and Engineering Corp fut fondé à El Segundo, en Californie, en 1937. Le seul produit original de cette entreprise fut le monoplan à aile haute biplace Interstate S-1 Cadet. À partir de 1943 Interstate produira pour l’USAAF et l’US Navy des engins sans pilote dérivés, entre autres,  du Naval Aircraft Factory TDN (en).
En 1945 l’outillage et les droits de production de l’Interstate S-1 Cadet furent rachetés par Harlow Aircraft Corp, qui les revendit rapidement à Call Aircraft Company. En 1969 Ivan Ruell T.Call revendit à son tour les droits de production du S-1 Cadet à Bill Diehl, homme d’affaires d’Anchorage, Alaska et fondateur d’Arctic Aviation / Arctic Aircraft Co. Modernisé, le S-1 Cadet sera produit à nouveau de 1975 à 1985 par Arctic Co, mais en 1985 Interstate Aircraft Co, désormais implantée à Lebanon, New Hampshire, racheta la licence de production et l’outillage du Cadet, devenu Arctic Tern. 